# Siemień (gmina)
Pour les articles homonymes, voir Siemień.
Siemień est une gmina rurale (gmina wiejska) du powiat de Parczew, dans la Voïvodie de Lublin, dans l'est de la Pologne.
Son siège administratif (chef-lieu) est le village de Siemień, qui se situe environ 7 kilomètres (km) à l'ouest de Parczew (siège du powiat) et 45 kilomètres au nord de la capitale régionale Lublin (capitale de la voïvodie).
La gmina couvre une superficie de 110,93 km2 pour une population de 4 825 habitants en 2006.

## Histoire
De 1975 à 1998, la gmina est attachée administrativement à l'ancienne voïvodie de Biała Podlaska.

Depuis 1999, elle fait partie de la nouvelle voïvodie de Lublin.

## Géographie
La gmina inclut les villages (sołectwa) de:

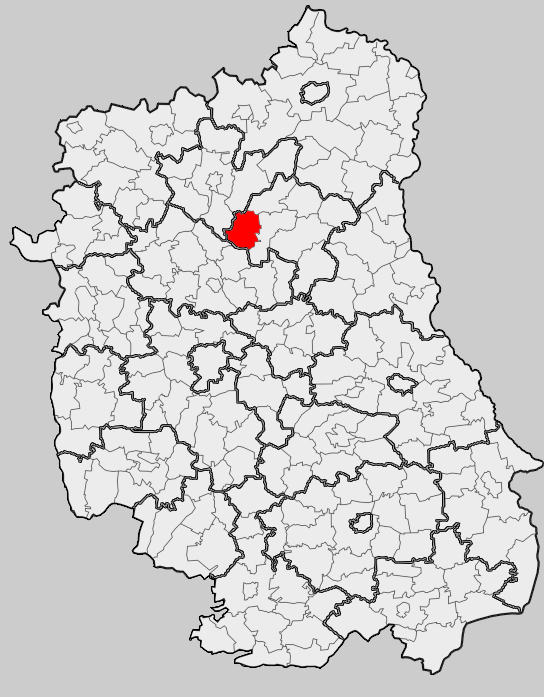
Position de la gmina dans la voïvodie

- Amelin
- Augustówka
- Działyń
- Glinny Stok
- Gródek Szlachecki
- Jezioro
- Juliopol
- Łubka
- Miłków
- Miłków-Kolonia
- Nadzieja
- Pomyków
- Sewerynówka
- Siemień
- Siemień-Kolonia
- Tulniki
- Wierzchowiny
- Władysławów
- Wola Tulnicka
- Wólka Siemieńska
- Żminne

### Gminy voisines
La gmina de Siemień est voisine des gminy de:
- Czemierniki
- Milanów
- Niedźwiada
- Ostrówek
- Parczew
- Wohyń

## Structure du terrain
D'après les données de 2002, la superficie de la commune de Siemień est de 110,93 kilomètres carrés, répartis comme telle :
- terres agricoles : 73 %
- forêts : 12 %

La commune représente 11,64 % de la superficie du powiat.

## Démographie
Données du 30 juin 2004:
| Description        | Total  | Total | Femmes | Femmes | Hommes | Hommes |
| ------------------ | ------ | ----- | ------ | ------ | ------ | ------ |
| Unité              | Nombre | %     | Nombre | %      | Nombre | %      |
| Population         | 4 893  | 100   | 2 448  | 50     | 2 445  | 50     |
| Densité (hab./km²) | 44,1   | 44,1  | 22,1   | 22,1   | 22     | 22     |